# 5399 Awa
5399 Awa (1989 BT) là một tiểu hành tinh vành đai chính được phát hiện ngày 29 tháng 1 năm 1989 bởi Iwamoto và Furuta ở Tokushima.